# 松谋·昂汪洛桑丹增嘉措

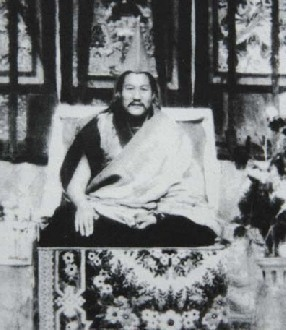

松谋·昂汪洛桑丹增嘉措（藏語：ངག་དབང་བལོ་བཟང་བསྟན་འཛིན་རྒྱ་མཚོ，威利转写：ngag dbang blo bzang bstan 'dzin rgya mtsho；1899年—1967年6月）藏族，云南省中甸县大中甸乡诺西村夏那作卡家人。第十七世（计追认）松谋活佛。

## 生平
1899年，出生于云南省中甸县大中甸乡诺西村夏那作卡家。后来，被松赞林朵克康村认定为第十七世松谋活佛。幼年，他在松赞林受沙弥戒，并师从纳西族格西鲁茸尼玛学习藏文及佛学。 1912年赴西藏学经，入拉萨哲蚌寺崩拉康村，受比丘戒，继续学习佛学，并受色康巴布钦经师的深入影响。同时，潜心学习藏医藏药，获灌顶传承，因“经典精湛，修持严谨”而获云南、四川、西藏边区僧俗的信仰。后来，由于其管家做生意亏本，无力布施僧众，故未能参加在寺高僧所主持的拉让巴格西合格仪式。
1921年，回到松赞林后，帮助掌教以戒律教育沙弥、比丘、居士等，讲解经行道路次第以及佛经，整顿寺院清规，主持新建了松赞林主寺并增建寺院外的城墙。1936年，中国工农红军红二、六军团长征经过中甸，他派出夏那古瓦等人为代表，进入中甸城赴红军司令部慰问，并请贺龙等红军领导人到松赞林参观。他还开仓为红军筹得粮食3万多千克，并且致信东竹林寺水边活佛，劝其勿与红军为敌。
1949年12月，汪学鼎准备进攻丽江、维西、兰坪、通甸解放区，命令松赞林出兵。松谋活佛劝阻汪学鼎，但未被汪学鼎采纳。松谋活佛遂因气愤而离开松赞林，第二次到吉仁静室。在吉仁静修期间，他向拖顶藏医洛单学藏医临床治疗经验，藏医技术提高很大。
1950年10月，他当选为丽江专区联合政府副主席。1952年2月，任丽江专区副专员。其间，他在松赞林成立了该寺最高管理机构“拉西会议” ，并制定了戒律30条。1954年，当选第一届全国人民代表大会代表。同年12月，任迪庆藏族自治州筹备委员会主任委员，在筹建过程中，他为自治州取名为“迪庆”，即“香格里拉”的意思。他在筹备会议开幕式上发表讲话称，“各民族紧密团结，才是国家最大的利益；舍此就谈不上建设和发展；实行区域自治，一定少不了汉族的帮助。”“阻碍民族团结和发展有两个坏东西，一是大民族主义，外来干部应予清除；一是地方民族主义，民族干部、本地干部应提高觉悟，努力消除。”
1957年3月，松赞林在少数民族宗教头人的领导下发动武装“叛乱”。后来他们同中国人民解放军进行谈判时，松谋活佛率中甸县副县长汪学鼎、八大老僧充当调解人，实际上以“叛乱”武力作为其后盾，曾经威胁人民政府及解放军让步，试图拖延乃至放弃民主改革。此后，经过各级党政领导人以及解放军将领的劝说，松谋活佛最终下决心跟中国共产党走。同年3月底，松谋活佛率中甸县副县长汪学鼎、中甸县公安局局长赵宝鹤赴红坡吾日同“叛乱分子”谈判，争取这些“叛乱分子”下山投降，为平息此次“叛乱”作出了贡献。
1957年9月，迪庆藏族自治州成立，松谋活佛当选为迪庆藏族自治州州长。1958年，松谋活佛赴昆明参加上层整风学习活动，出任云南省人民委员会委员、全国政协委员。该时期，他为了解决改革之后的僧众口粮问题，发动僧众自己开荒种地、兴办牛场，使僧众自食其力，为开创“以寺养寺”模式作出了努力。1963年，中甸县兴建了该县历史上第一座水电站思伟电站，松谋活佛把近2万元人民币捐给了该电站的修建工程。
1967年初，松谋被造反派从昆明揪回迪庆批斗，财产也遭到没收。同年6月，松谋·昂汪洛桑丹增嘉措圆寂。
1986年5月，迪庆藏族自治州人民政府为松谋活佛平反，并在松赞林举行了松谋活佛的灵塔安放仪式。